# کبوتر شواسول
کبوتر کاکل‌دار شواسول (نام علمی: Microgoura meeki) نام یک گونه منقرض‌شده از تیره کبوتر است.